# Safawiyya

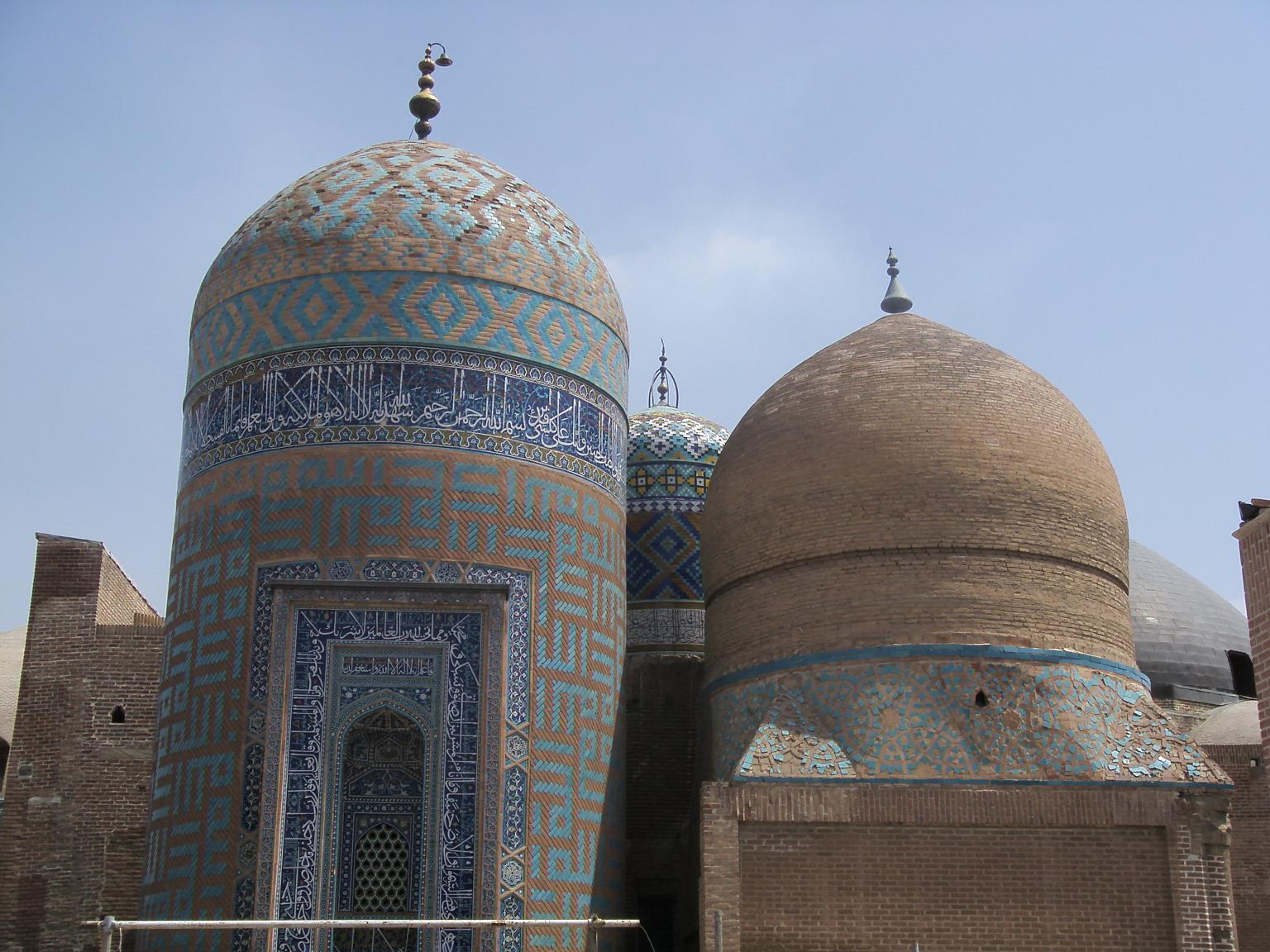
Grabmal von Scheich Safī ad-Dīn in Ardabil

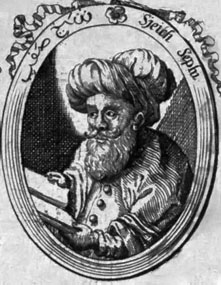
Der Ordensgründer Scheich Safi

Die Safawiyya (arabisch الصفويّة, DMG aṣ-ṣafawiyya) war ein islamischer Sufi-Orden (Tariqa) in Persien und Ostanatolien, der besonders auf die turkmenischen Stämme in Aserbaidschan seit dem 14. Jahrhundert großen Einfluss hatte.

## Gründung
Um 1300 gründete der aus einer altansässigen, angesehenen Familie stammende Scheich Safi ad-Din in Ardabil (Aserbaidschan) einen Sufi-Orden. Nachdem seit dem Mongolensturm und dem Verfall der bisherigen Ordnung die offizielle Theologie viel von ihrer Bedeutung eingebüßt hatte, breitete sich stattdessen ein volkstümlicher Islam aus, mit Wunderglauben, Weissagungen, Heiligenkult, Wallfahrtszentren, und die Mystik der Sufi-Orden fiel auf fruchtbaren Boden.

## Aufstieg
Der Orden gewann schnell eine erhebliche Verbreitung unter den turkmenischen Stämmen in Aserbaidschan und Ostanatolien, und ebenso eine wirtschaftliche Macht, die aus den Gaben und Stiftungen seiner Anhänger erwuchs und die zumindest Safi ad-Din zu guten Zwecken einsetzte.
Bereits dem Ordensgründer wurde vorgeworfen, dass die Zahl seiner Jünger viel zu groß sei, um sie vorschriftsmäßig unterweisen zu können. Immerhin hegten Safi ad-Din und seine unmittelbaren Nachfolger trotz ihres Ansehens noch keine nennenswerten politischen Ambitionen, was sich im 15. Jh. mit dem ungebremsten Aufstieg der Turkmenen änderte. So begleitete Scheich Ibrahim (gest. 1447) einen Feldzug des Qara-Qoyunlu-Fürsten Dschahan Schah (reg. 1435–1467) gegen das christliche Georgien und wurde dabei als „grausam“ bezeichnet, während Scheich Dschunaid (gest. 1460) zusätzlich zum Glaubenskrieg in fremden Ländern (Überfall auf Trapezunt 1456) Erhebungen gegen einzelne Provinzstatthalter in Anatolien anzettelte.
Zwischen 1456 und 1470 standen der umherwandernde Scheich Dschunaid und sein noch minderjähriger Sohn Haidar (1460–1488) unter dem Schutz Uzun Hasans (reg. 1453–1478) von den Aq Qoyunlu. Unter diesen beiden Scheichs begann der Orden politisch an Bedeutung zu gewinnen, nachdem er zum schiitischen Islam tendierte und eine bewaffnete Anhängerschaft organisierte und ausbildete, die seit der Einführung einer roten Kopfbedeckung durch Haidar als Kizilbasch bekannt wurde.
Als Haidar 1488 mit überlegenen Streitkräften die Tscherkessen und anschließend Schirwan überfiel (Letzteres aus Rache für den Tod seines Vaters), kam es trotz der verwandtschaftlichen Beziehungen zwischen Haidar und Yaqub (reg. 1478–1490) zum Bruch mit den Aq Qoyunlu, die dem Schirwanschah halfen, die Safawiyya zu besiegen. In den Kämpfen fiel Scheich Haidar im Juli 1488, seine Anhänger tauchten ein Jahrzehnt lang unter und seine Söhne gerieten für mehrere Jahre in den Gewahrsam der Aq Qoyunlu. Schließlich wurde 1494 auch Haidars Sohn Ali Mirza getötet, und dessen Bruder Ismail I. musste vom (schiitischen) Lokalfürsten von Gilan vor den Aq Qoyunlu versteckt werden.

## Machtergreifung in Persien, Dynastiegründung
Der Ausbruch dynastischer Machtkämpfe unter den Aq Qoyunlu (nach 1490) ermöglichte es Ismail, seine Anhänger in Aserbaidschan und Ostanatolien erneut zu sammeln. Getragen von einem ungeheuren Sendungsbewusstsein verließ er im Alter von 12 Jahren sein Versteck und besiegte 1500 den Schirwanschah Farrukh Yassar, der in der Schlacht fiel. Bereits 1501 konnte er auch die Aq Qoyunlu besiegen, Täbriz erobern und die Safawiden-Dynastie in Persien begründen. Ismail war leidenschaftlich antisunnitisch und als erster der Scheichs unzweifelhaft den Schiiten zuzuordnen. Seinen Herrschaftsanspruch untermauerte der damals 14-Jährige mit seiner Abstammung vom Propheten (vgl. Sayyiden), einem Anspruch, der damals auch von Gegnern der Safawiyya anerkannt worden war.

## Scheichs
- Safi ad-Din Ishaq (1252–1334)
- Sadr ad-Din Musa (gest. 1393, Sohn Safi ad-Dins)
- Sultan Hoga Ali (gest. 1429, Sohn Sadr ad-Din Musas)
- Ibrahim (gest. 1447, Sohn Hoga Alis)
- Dschunaid (gest. 1460, Sohn Ibrahims)
  - Ga'far, Bruder Ibrahims (1448–1470 praktische Ordens-Leitung in Ardabil)
- Scheich Haidar (1460–1488, Sohn Dschunaids)
- Ali Mirza (gest. 1494, ältester Sohn Haidars)
- Ismail I. (1487–1524, Sohn Haidars)

## = Literatur
- H. R. Roemer: Persien auf dem Weg in die Neuzeit, Darmstadt 1989
- Peter Jackson, Laurence Lockhart: The Cambridge History of Iran Vol. 6: The Timurid and Safavid Periods, Cambridge University Press 1986